# كورتيس دونكان
كورتيس دونكان (بالإنجليزية: Curtis Duncan)‏ هو لاعب كرة قدم أمريكية أمريكي، ولد في 26 يناير 1965 في ديترويت في الولايات المتحدة.

## وصلات خارجية
- كورتيس دونكان على موقع مرجع كرة القدم المحترفة.كوم (الإنجليزية)